# فرزندان: مدرسه رازها
فرزندان: مدرسه رازها (به انگلیسی: Descendants: School of Secrets) یک برنامه تلویزیونی کوتاه فانتزی لایو اکشن است که براساس فیلم‌های اختصاصی فرزندان در شبکه دیزنی ساخته شده‌است. این فیلم در تاریخ ۲ ژوئیه ۲۰۱۵ در شبکه دیزنی، پخش شد.
موضوع این سریال بین شاهزاده بن و اعلامیه وی و بچه‌های شرور که به آورادون می‌آیند، قرار گرفته‌است.

## بازیگران
- دایان دون به عنوان لونی - دختر فا مولان و لی شانگ
- میچل هوپ به عنوان شاهزاده بن در فرزندان - پسر بل و دیو. او ولیعهد فعلی آورادون است.
- سارا جفری به عنوان پرنسس آدری - دختر آورورا و پرنس فیلیپ.
- برنا دامیکو به عنوان جین - دختر پری مادر خوانده.
- آریک فلوید به عنوان بهترین رفیق
- مارک داگتی به عنوان خبرنگار مدرسه
- بلیک روزیر به عنوان خواب آلود، یکی از هفت کوتوله
- بن استیل به عنوان خوشحال، یکی از هفت کوتوله
- مکسول چیس به عنوان جوک
- ترزا دچر به عنوان پرنسس بلند مو
- کلو مدیسون به عنوان دختر گمشده
- مایلز تاتمایر به عنوان دانشجوی معقول